# Ефрем Коласийски
Ефрем Коласийски е български духовник, епископ на Кюстендил (Коласия, Баня) в началото на XVIII век.
Ефрем Коласийски се споменава в един родослов от 1712 г., като Ефрем, „епископ Коласии“, както и в църковни документи от 1728 г. Други две бележки споменават Ефрем през 1722 и 1725 г. В един запис от 1728 г. печкият патриарх Арсений IV Йованович Шакабента, пише, че е наминал в „... Ново село, близо до Щип, в двора на господин митрополита кир Ефрема Коласийского и Кратовского...“.
В документа кюстендилският митрополит е именуван като митрополит Коласийски и Кратовски, а става ясно че за известно време през XVIII век. кюстендилският митрополит е резидирал и в гр. Щип. В по-късни времена в Щип престоявал помощник-епископ на коласийския митрополит.